# Геноцид в Руанде
Геноци́д в Руа́нде, официально называемый геноци́дом против ту́тси (руанда Itsembabwoko ry’u Rwanda), — геноцид руандийских тутси в апреле — июле 1994 года, осуществлённый по приказу правительства хуту. В ходе этих событий погибло, по разным оценкам, от 500 000 до 1 100 000 человек. Общее число жертв составило до 20 процентов от всего населения страны. Геноцид был спланирован руандийской политической элитой и непосредственно осуществлялся армией, жандармерией, группировками интерахамве и импузамугамби, которые поддерживались властями и гражданскими лицами.
Массовые убийства происходили в контексте гражданской войны, начавшейся в 1990 году между правительством хуту и Руандийским патриотическим фронтом (РПФ), по большей части состоявшим из беженцев-тутси, вместе с семьями перебравшихся в Уганду после прокатившегося по родине массового насилия над тутси. Международное давление на президента Жювеналя Хабьяриману вылилось в заключение в 1993 году Арушских соглашений, предусматривавших создание коалиционного правительства. Перемирием были недовольны многие консервативные хуту, в том числе и ближайшее окружение президента, считавшее соглашения уступкой врагу. Наступление РПФ подогрело среди масс хуту популярность идеологии «власти хуту», отрицавшей принадлежность тутси к руандийцам и приписывавшей этому народу желание восстановить монархию и поработить хуту, что было встречено последними с крайним неодобрением.
6 апреля 1994 года самолёт, на борту которого находились Хабьяримана и президент Бурунди Сиприен Нтарьямира, был сбит на подлёте к столице Руанды Кигали. Все пассажиры погибли. В этот же день начался геноцид: солдаты, полицейские и ополченцы быстро расправились с ключевыми военными и политическими фигурами как среди тутси, так и среди умеренных хуту, которые могли бы заполнить образовавшийся вакуум власти, соорудили КПП и баррикады и приступили к массовым убийствам тутси, национальность которых устанавливали по документам. Организаторы геноцида призывали и принуждали хуту вооружаться с целью насиловать, избивать и убивать соседей-тутси, уничтожать и присваивать их имущество. Разрыв мирного договора побудил РПФ возобновить наступление: в скором времени он занял северную часть государства и к середине июля захватил Кигали, и массовые убийства прекратились. ООН, США, Великобритания и Бельгия подверглись критике за бездействие, в том числе за неспособность усилить Миссию ООН по оказанию помощи Руанде и расширить её полномочия. Франция обвинялась в поддержке властей Руанды после 6 апреля. 7 апреля установлено ООН как международный день памяти о геноциде в Руанде, в самой Руанде этот день отмечается как День памяти геноцида, 4 июля — День освобождения.
Геноцид оказал значительное влияние на Руанду и граничащие с ней страны. Массовые изнасилования вызвали всплеск заболеваемости СПИДом. Уничтожение инфраструктуры и значительное число жертв имели тяжелейшие последствия для экономики. Победа РПФ вынудила многих хуту бежать в соседние страны. Многие из них обосновались в восточных районах Заира (ныне Демократическая Республика Конго), где радикалы использовали лагеря беженцев близ руандийской границы как плацдарм для возвращения к власти. С целью предотвращения нового геноцида войска РПФ в ходе первой и второй конголезских войн вели бои на территории Заира. Множество тутси и хуту продолжают жить в регионе на правах беженцев.

## Предыстория

### Доколониальные королевства. Происхождение хуту, тутси и тва
Первыми жителями территории современной Руанды были пигмеи тва, занимавшиеся охотой и собирательством, — они поселились там за 8000—3000 лет до нашей эры и до сих пор проживают на территории этого государства. Между 700 и 1500 годами нашей эры на эти земли пришли банту, начавшие вырубать лес в строительных целях. Существуют различные теории, объясняющие характер миграции банту: по одной версии, первыми переселились хуту, за ними последовали тутси, сформировавшие отдельную расовую группу, вероятно, кушитского происхождения, другая предполагает, что миграция протекала медленно и имела постоянный характер и переселившиеся в ходе её этнические группы были значительно схожи генетически с уже имеющимися и скорее интегрировались в общество, чем завоёвывали его. Согласно этой теории, различия между тутси и хуту проявились позже и имели классовый либо кастовый характер: тутси занимались скотоводством, хуту — земледелием. Первоначально слово «тутси» означало «богатый скотом» и лишь затем распространилось на всю этническую группу. Хуту, тутси и тва говорят на языке киньяруанда.
Постепенно население объединилось в кланы, а к 1700 году — примерно в 8 королевств. Одно из них, Руанда, управляемое кланом тутси ньигинья, к середине XVII века заняло господствующее положение, расширяясь путём завоеваний и ассимиляции, и достигло наибольших размеров при короле Кигели IV Рвабугири, который присоединил земли к востоку и северу от государства и провёл административные реформы, в результате которых за тутси было закреплено право передавать скот и связанный с ним привилегированный статус другим тутси и хуту в обмен на службу, а также предусматривавшие барщину хуту на тутси. Реформы Кигели IV углубили социально-экономические и властные различия между этими двумя этническими группами.

### Колониальная эра

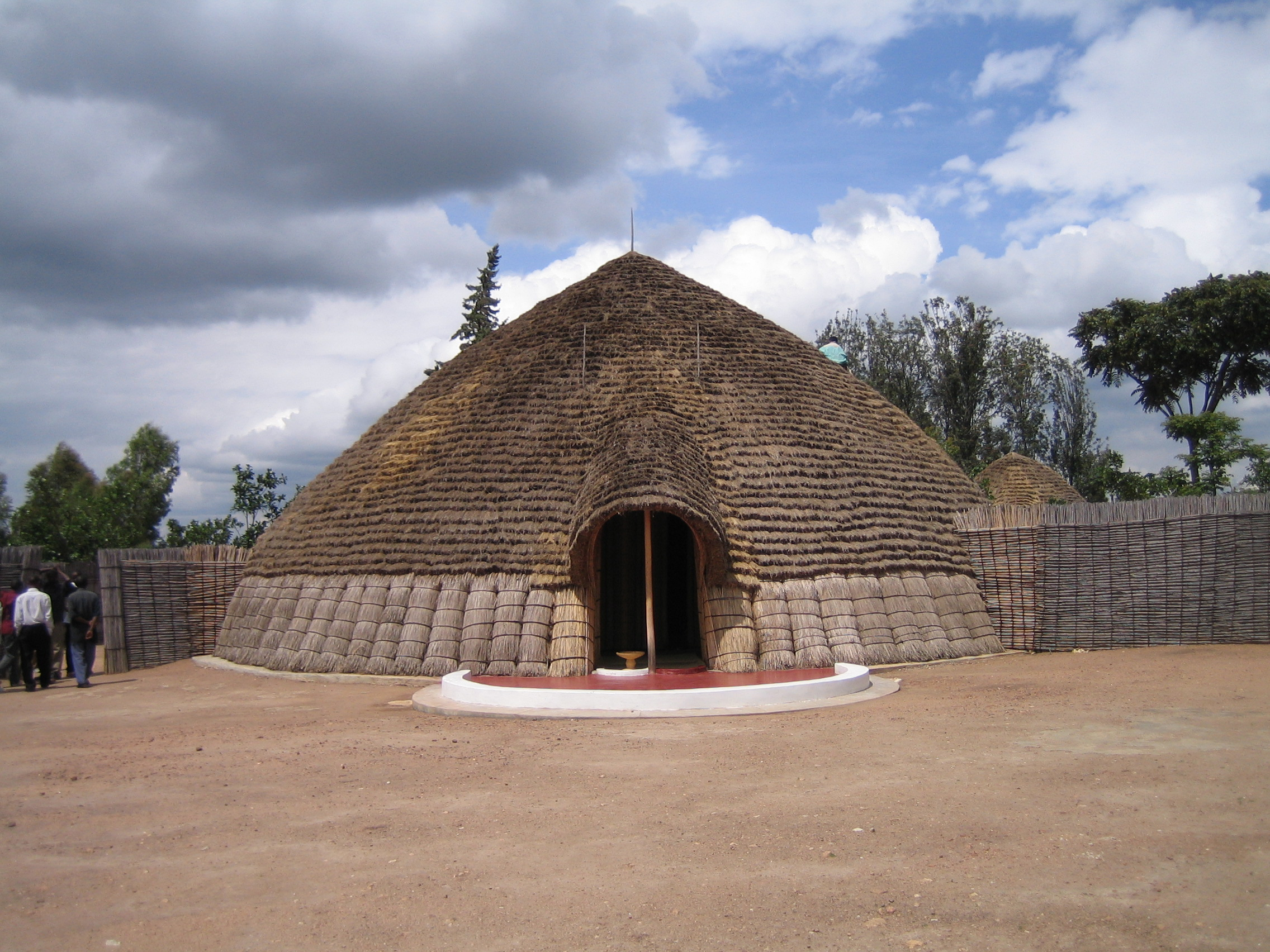
Музей королевского дворца «Рукари» в Ньянзе

На Берлинской конференции 1884 года было принято решение передать территорию будущей Руанды-Урунди Германской империи, которая управляла королевством через его монарха, что позволило сократить число войск, необходимых для колонизации. Немцы считали, что тутси пришли в Руанду из Эфиопии, поэтому они ближе к европеоидам и, следовательно, имеют расовое превосходство над хуту и лучше подходят для службы властям. Король Юхи V приветствовал колонизаторов, с помощью которых укреплял собственную власть. Во время Первой мировой войны бельгийские войска захватили Руанду и Бурунди, и в 1919 году эти земли перешли под управление Бельгии, став мандатной территорией Лиги наций.
Бельгийцы продолжили опираться на монархию, однако в 1926 году начали выстраивать систему более прямого управления по образцу администрации Бельгийского Конго. Они упростили систему племенного вождества, уменьшив число вождей и передав контроль над ней тутси, и расширили объёмы барщины. Под контролем властей вожди тутси провели земельную реформу, в ходе которой пастбища, традиционно находившиеся в руках общин хуту, были конфискованы и приватизированы с выплатой минимальной компенсации. В 1930-х годах колонизаторы осуществили масштабные проекты в сферах образования, здравоохранения, общественных работ и сельского хозяйства. Господствующее положение тутси сохранилось, как и широкая эксплуатация бесправных хуту. В 1935 году в Руанде-Урунди были введены документы, удостоверяющие личность, в которых прописывалась национальность. Если ранее богатый хуту мог стать почётным тутси, то теперь всякое межклассовое движение прекратилось. Бельгийские власти опирались на местных католических священников, и церковь приобрела большое значение в жизни общества: с целью улучшения собственного общественного положения многие руандийцы приняли католичество.

### Столкновения на этнической почве. Отношения между тутси и хуту после провозглашения независимости
После Второй мировой войны в стране начало крепнуть движение за освобождение хуту, подогретое неприятием довоенных социальных реформ и ростом положительного отношения к хуту среди духовенства. Миссионеры начали считать своей задачей борьбу за права хуту, что привело к принятию заметного числа их в сан и формированию образованной элиты, которая могла бы уравновесить существующий режим. Король и влиятельные тутси обратили внимание на увеличивающееся влияние хуту и начали агитировать за предоставление независимости на собственных условиях. В 1957 году группа учёных-хуту опубликовала манифест, в котором хуту и тутси впервые делились на две расы и содержались призывы к передаче власти первым на основании «статистического закона».
1 ноября 1959 года сторонники партии, поддерживавшей тутси, напали в Кигали на заместителя вождя хуту Доминика Мбоньюмутву. Он остался жив, однако по стране разнеслись слухи, что Мбоньюмутва погиб, и хуту начали убивать тутси, что ознаменовало начало массовых беспорядков. Тутси ответили тем же, однако на тот момент хуту пользовались полной поддержкой бельгийцев, желавших лишить тутси прежних позиций. В начале 1960 года колониальная администрация заменила большую часть вождей тутси на хуту и в середине этого же года провела выборы в коммунах, позволившие утвердить подавляющее большинство хуту. Король был смещён, провозглашена республика. В 1962 году она получила независимость.

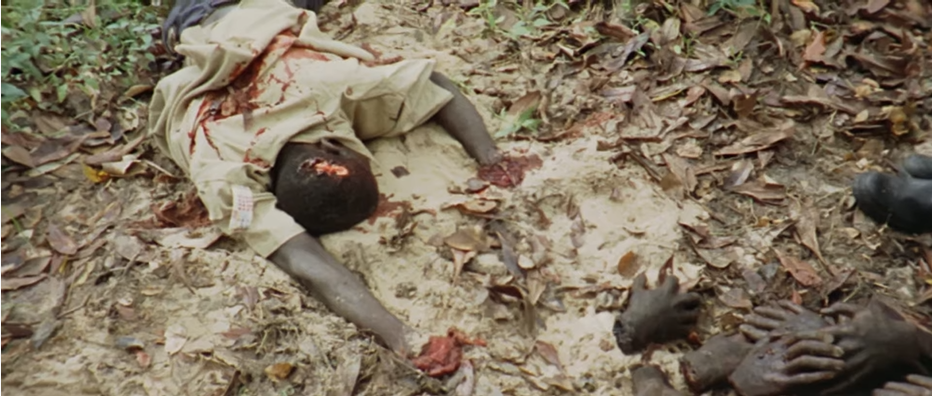
Тутси, убитые в январе 1964 года. В правом нижнем углу сложены отрезанные кисти рук

С нарастанием напряжённости тутси начали покидать страну, спасаясь от этнических чисток, и нашли приют в соседних Бурунди, Уганде, Танзании и Заире. Проживая там на правах беженцев, они вскоре начали агитировать за возвращение на родину и сформировали вооружённые отряды (официальное правительство именовало их иньензи, руанда inyenzi, дословно — «тараканы»), которые совершали вылазки на территорию Руанды. Боевые действия окончились их крупным поражением и привели к дальнейшим расправам над тутси и ещё большему бегству их из страны. Расправ было так много, и они были настолько жестокими, что международная пресса описала происходившее уже тогда как геноцид. В научной же среде нет единого мнения, являлись ли убийства в отместку за вторжение геноцидом или нет. Ряд исследователей описывает заявления как вымысел или пропаганду, другие называют их этнической резнёй или «едва не переросшими в геноцид убийствами», третьи же, преимущественно в ретроспективе, описывают как геноцид. К 1964 году страну покинули более 300 000 тутси, которым было позволено вернуться лишь спустя три десятилетия. Дискриминация тутси продолжилась, однако насилие над ними в какой-то степени пошло на спад с приходом к власти генерала Жювеналя Хабьяриманы в ходе военного переворота в 1973 году.
Плотность населения в Руанде является одной из самых высоких в Африке — 408 человек на квадратный километр. Если в 1931 году в государстве проживало 1,3 миллиона человек, то к 1989 году их число выросло до 7,1 миллионов, что вылилось в земельные конфликты. Французский историк Жерар Прунье считает, что перенаселение было одной из причин геноцида. К такому же выводу приходит и эволюционный биолог Джаред Даймонд, указывая «мальтузианскую ловушку» (нехватка и истощение сельскохозяйственных земель из-за роста населения) как одну из основных причин конфликта .

### Гражданская война
В 1980-х годах отряд из 500 руандийских беженцев под командованием Фреда Рвигьемы в составе Национальной армии сопротивления принимал участие в гражданской войне в Уганде, которая закончилась свержением Милтона Оботе и победой Йовери Мусевени. После того как тот занял пост президента, группа осталась в составе местных вооружённых сил, но сразу же начала готовить вторжение на родину с помощью законспирированной сети сторонников в армейских рядах. 1 октября 1990 года более 4000 бойцов под командованием Рвигьемы вторглись на территорию страны под знаменем Руандийского патриотического фронта и продвинулись на 60 км. На следующий день лидер РПФ погиб, и его место занял заместитель Поль Кагаме. Франция и Заир послали войска в помощь правительству. Отряды тутси отступили в Уганду, откуда передислоцировались в горы Вирунга на севере Руанды, где с помощью диаспоры тутси Фронт перевооружил и пополнил переформированные отряды.
В январе 1991 года армия Кагаме, воспользовавшись элементом неожиданности, захватила город Рухенгери и сутки удерживала его, после чего отступила в леса. В 1992 году РПФ организовал партизанскую войну и захватил некоторые пограничные территории, однако не достиг заметных успехов в конфликте. В июне того же года было сформировано коалиционное правительство, и повстанцы согласились на переговоры с властями. Они начались в танзанийской Аруше. В начале 1993 года в Руанде появилось несколько экстремистских групп хуту, выступавших за широкомасштабные расправы над тутси, на что отряды тутси ответили прекращением мирных переговоров и заняли большие территории на севере государства. Вскоре переговоры продолжились, и в августе 1993 года были подписаны Арушские соглашения, по которым представители Фронта входили в состав переходного правительства и вооружённых сил. В рамках миссии ООН по оказанию помощи Руанде (МООНПР), созданной резолюцией 872 СБ ООН от 5 октября 1993 года с согласия обеих сторон конфликта, в стране разместились миротворцы, в здании парламента повстанцы устроили временную базу.

### Движение «Власть хуту»
В начале правления Хабьяриманы экономическая ситуация была лучше, масштабы преследования тутси снизились. Тем не менее многие радикалы-хуту, в том числе члены семьи жены президента Агаты — «аказу», на которых он опирался с целью поддержки режима, сохранили собственные позиции. После вторжения РПФ Хабьяримана начал эксплуатировать страх населения перед тутси для разжигания ненависти к ним. Эта идеология получила название «Власть хуту». Её рупором стал популярный журнал «Кангура», основанный группой офицеров и членов правительства. В нём были опубликованы расистские «Десять заповедей хуту», которые обличали хуту, женившихся на тутси, как предателей. В 1992 году сторонники жёсткой линии основали партию «Коалиция в защиту республики» (КЗР), связанную с находившимся у власти Национальным республиканским движением за демократию и развитие (НРД), но более правую. Её члены критиковали главу государства за излишне «мягкое» отношение к отрядам Кагаме.
После заключения в 1992 году соглашения о прекращении огня экстремистские круги в правительстве и вооружённых силах, обеспокоенные возможным включением тутси в состав правительства, вступили в заговор против президента. Тот попытался сместить высокопоставленных радикалов в армейских рядах, однако преуспел лишь частично — связанные с окружением Агаты генерал-майор Огюстен Ндидилиймана и полковник Теонесте Багосора остались в должности, что позволило «аказу» сохранить властные рычаги. На протяжении 1992 года сторонники жёсткой линии организовали серию убийств тутси в целях увеличения поддержки экстремистов со стороны других хуту. В январе 1993 года эти убийства достигли кульминации — тогда радикалами и местными жителями было уничтожено около 300 человек. Массовые убийства РПФ использовал как предлог для возобновления боевых действий в феврале этого же года.
В середине 1993 года движение «Власть хуту» стало третьей политической силой в Руанде после главы государства и традиционной умеренной оппозиции. За исключением КЗР, ни одна партия не поддерживала эту идеологию полностью: практически все они раскололись на две враждующие за лидерство фракции. Не стало исключением и правящее НРД, сторонники «Власти хуту» в рядах которого противились намерению Хабьяриманы заключить мирное соглашение. Стали формироваться радикальные молодёжные боевые группы, принадлежавшие к экстремистским крыльям партий и принявшие активное участие в расправах над тутси. Среди них были интерахамве, поддерживавшееся членами Национального республиканского движения, и импузамугамби Коалиции в защиту республики. Вооружённые силы тренировали ополчение, местами при помощи французов, не имевших представления о его истинных задачах.

### Подготовка геноцида
Существуют различные мнения о том, когда впервые была выдвинута идея полного уничтожения тутси: французский историк Жерар Прюнье в этом качестве называет 1992 год (время начала переговоров главы государства с повстанцами), британская журналистка Линда Мелвен — 1990 год (дату вторжения РПФ). С этого же года армия в рамках «гражданской обороны» начала вооружать граждан мачете, позже ставшими орудием геноцида, и тренировать молодёжь хуту. С конца 1990 года вооружённые силы начали в больших объёмах закупать гранаты и боеприпасы, в частности, в Египте, министр иностранных дел которого, будущий генеральный секретарь ООН Бутрос Бутрос-Гали, поспособствовал заключению крупной оружейной сделки с Руандой. За один год местные силы обороны выросли в размере с 10 000 до почти 30 000 бойцов. Новобранцы часто отличались недисциплинированностью. Между элитными подразделениями президентской гвардии и жандармерии, хорошо подготовленными и укомплектованными, и обычными войсками возрастало неравенство.
В марте 1993 года сторонники движения «Власть хуту» начали составлять списки «предателей», которых они планировали ликвидировать. Вероятно, в этих списках было и имя Хабьяриманы, публично обвинённого КЗР в предательстве. Радикалы считали государственное «Радио Руанда» излишне либеральным и прооппозиционным и основали радиостанцию «Свободное радио и телевидение тысячи холмов», передававшее в эфир расистскую пропаганду, музыку и грязный юмор и приобретшее большую популярность в стране. Согласно одному из научных исследований, «Свободные холмы» несут ответственность за примерно 10 % происходившего во время геноцида насилия. На протяжении 1993 года экстремисты импортировали мачете в гораздо большем количестве, чем было нужно сельскому хозяйству, и другие инструменты, которые могли использоваться в качестве оружия — бритвенные лезвия, пилы, ножницы, раздававшиеся якобы в целях гражданской обороны.
В октябре 1993 года избранный в июне президент Бурунди Мельхиор Ндадайе, первый хуту в этой должности, был убит экстремистами-тутси в рядах офицерского корпуса. Произошедшее вызвало массовые беспорядки, среди хуту распространилась убеждённость в том, что тутси — враги и им нельзя доверять. Коалиция в защиту республики и сторонники «Власти хуту» в других партиях поняли, что могут использовать сложившуюся ситуацию с выгодой для себя. Идея полного уничтожения тутси, до того периферийная в идеологии экстремистов, вышла на первый план, и они начали активно планировать «окончательное решение». Радикалы пришли к выводу, что необходимо побудить хуту к убийствам, эксплуатируя массовое недовольство убийством Ндадайе и традиционную покорность руандийцев властям и используя «Свободные холмы» как пропагандистский рупор. Лидеры движения начали вооружать интерахамве и других боевиков автоматами Калашникова и другим оружием, в то время как ранее они имели в распоряжении лишь мачете и традиционное оружие.
11 января 1994 года командующий МООНПР генерал Ромео Даллер отправил в штаб-квартиру ООН факс, в котором писал о встрече с высокопоставленным информатором, сообщившим о планах раздачи оружия группировкам хуту с целью убийства бельгийцев в составе миротворческих сил, что послужило бы гарантией прекращения бельгийского участия. Собеседнику Даллера было поручено зарегистрировать всех тутси в Кигали. Он также сказал, что за 20 минут может быть уничтожено до 1000 тутси. Генерал просил разрешения на охрану информатора и его семьи. В этом командующему миссией неоднократно отказывал Кофи Аннан, запрещая членам миротворческой миссии действовать прежде, чем будут получены подробные инструкции сверху. Даже когда геноцид уже начался, Аннан, в чьи полномочия входила возможность отдать соответствующий приказ, не делал этого, ссылаясь на пункт 4 статьи 2 устава ООН, призывающий воздержаться от силового вмешательства в дела государств.

### Убийство Хабьяриманы
6 апреля 1994 года самолёт, на борту которого находились Хабьяримана и президент Бурунди Сиприен Нтарьямира, был сбит на подлёте к Кигали. Все пассажиры погибли. Вина в произошедшем возлагается различными историками как на РПФ, так и на экстремистов-хуту. Официальное расследование катастрофы пришло к выводу о причастности к ней радикалов-хуту в рядах вооружённых сил. В январе 2012 года французские следователи сообщили, что ракета, которой было сбито воздушное судно, «не могла быть запущена с военной базы, контролируемой тутси — сторонниками Кагаме».
Вечером того же дня из членов военного руководства был сформирован кризисный комитет во главе с полковником Багосорой, несмотря на то, что в коллективное руководство вошли более высокие чины. Премьер-министр Агата Увилингийимана по закону должна была стать исполняющей обязанности президента, однако военные отказались признавать её власть. Той же ночью Даллер попытался убедить их передать полномочия премьер-министру, в ответ на что Багосора заявил, что она «не пользуется доверием руандийского народа» и «неспособна управлять государством». Своё существование комитет оправдывал необходимостью наведения порядка. Багосора пытался убедить МООНПР и РПФ, что новое руководство пытается сдержать президентскую гвардию, которая, по его словам, вышла из-под контроля, и заверил в том, что комитет будет соблюдать Арушские соглашения.

### Убийство умеренных фигур

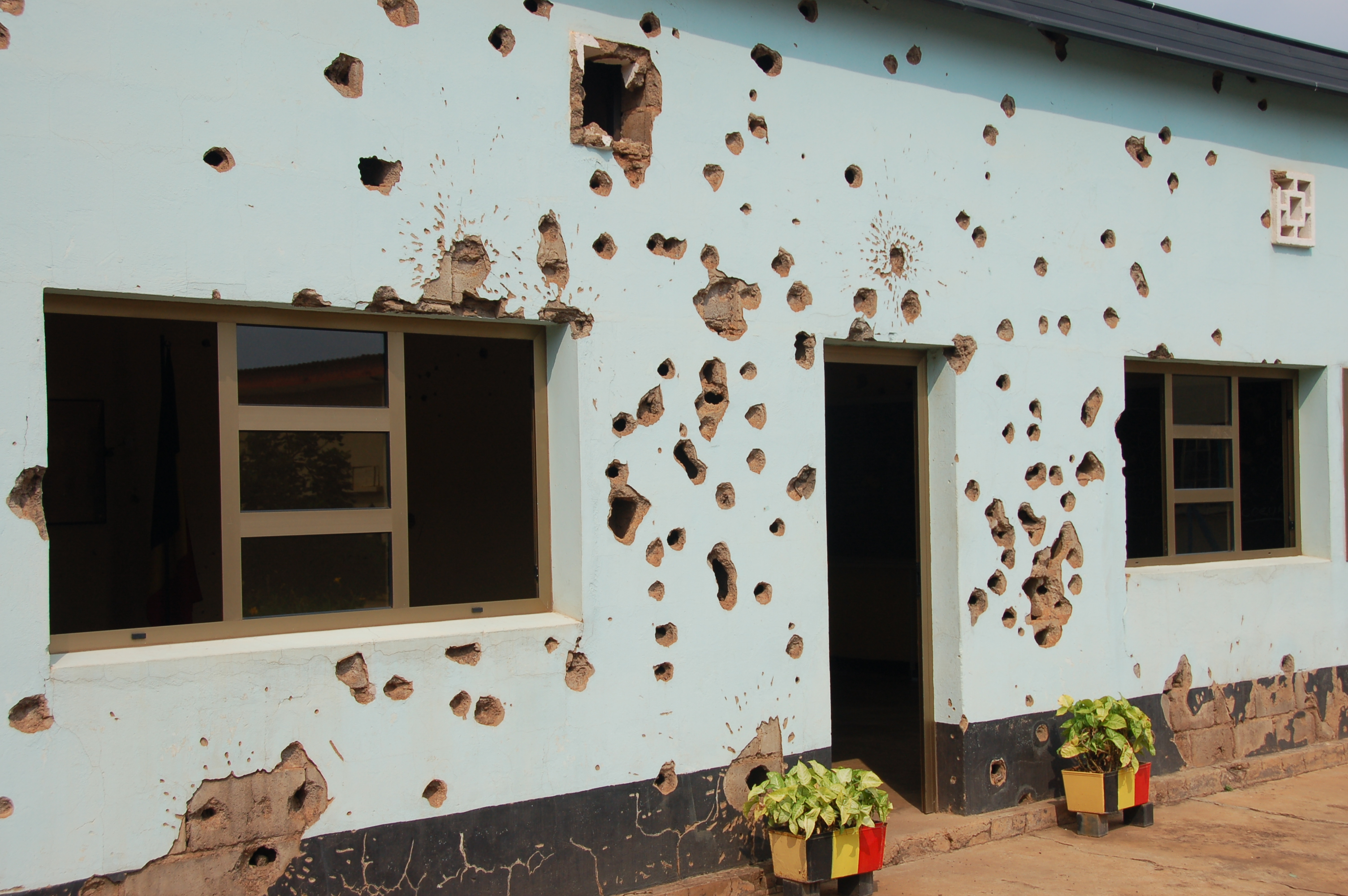
Здание, в котором погибли десять бельгийских солдат. Ныне мемориал

Миссия ООН послала к дому Увилингийиманы отряд из десяти бельгийских солдат, которые должны были сопроводить её к зданию «Радио Руанда», где премьер-министр намеревалась обратиться к народу. Вскоре президентская гвардия захватила радиостанцию, и план был сорван. Утром группа солдат и толпа гражданских окружили бельгийцев и вынудили их сложить оружие, после чего Увилингийимана и её муж были убиты. Их дети спрятались за мебелью и были спасены офицером МООНПР Мбайе Дианем. Пленных бельгийцев отвезли на военную базу, где их подвергли пыткам и убили. В 2007 году командир отряда президентской гвардии, бойцы которого совершили убийство, майор Бернар Нтуяхага был приговорён в Бельгии к двадцатилетнему тюремному заключению. В ночь с 6 на 7 апреля радикалы искали по домам в Кигали занесённых в списки умеренных политиков и журналистов с целью их ликвидации: экстремистами были убиты, в частности, председатель конституционного суда, министр сельского хозяйства, председатель Либеральной партии и его жена канадского происхождения. Выжить удалось лишь немногим умеренным фигурам. Не подвергся преследованию лишь новый начальник генштаба Марсель Гатсинзи, назначенный комитетом вместо отвергнутой им кандидатуры Огюстена Бизимунгу, которого продвигал Багосора. Гатсинзи пытался удержать вооружённые силы от участия в геноциде и заключить перемирие с РПФ, но у него не было полного контроля над войсками. Спустя десять дней его сменил сторонник жёсткой линии Бизимунгу.

## Геноцид
Массовые убийства тутси на почве межнациональной розни начались через несколько часов после крушения самолёта Хабьяриманы. В провинции Гисеньи, оплоте президентского окружения, сразу же начали собираться множество членов интерахамве и хуту-гражданских. Командиры боевиков объявили о гибели главы государства, обвинив в ней РПФ, и приказали толпе «приступить к работе» и «никого не щадить», даже младенцев. 7 апреля насилие распространилось ещё на шесть провинций, включая столичную: местные власти, подчинившись приказам из Кигали, распространяли слухи о том, что самолёт был сбит отрядами Кагаме, и призывали убивать тутси. Уже подготовленные и вооружённые хуту безоговорочно подчинились. В провинциях Гитарама и Бутаре, во главе которых стояли умеренные губернаторы, противившиеся убийствам, они поначалу не приняли массовый характер, однако 9 апреля геноцид распространился на первую, а 19 апреля после ареста губернатора-тутси — на вторую провинции. Из-за сопротивления жителей провинции Бутаре властям пришлось перебрасывать боевиков вертолётом из столицы. Геноцид не затронул территории, находившиеся под контролем Руандийского патриотического фронта. 9 апреля тысяча тяжеловооружённых и хорошо обученных солдат из европейских стран высадилась в Руанде с целью эвакуации гражданского персонала, после чего войска покинули страну. Освещение СМИ ситуации там началось в тот же день с публикации Washington Post об убийствах сотрудников благотворительных организаций на глазах их коллег-эмигрантов.
До конца апреля — начала мая президентская гвардия, жандармерия и молодёжные отряды продолжали убийства в очень больших масштабах. По оценке французского историка Жерара Прюнье, за первые 6 недель геноцида погибло до 800 000 человек — они уничтожались со скоростью, в пять раз превышавшей скорость убийств во время Холокоста. Организаторы ставили целью ликвидацию всех тутси, проживавших в стране. За исключением перешедшей в наступление армии Кагаме, геноцид не встретил заметного сопротивления — внутренняя оппозиция была уничтожена, МООНПР же запрещалось применять силу, кроме случаев самообороны. В сельской местности, где хуту и тутси жили бок о бок и семьи знали друг друга, первым было легче выследить и уничтожить соседей. В городах их выявляли по документам, в которых прописывалась национальность: солдаты и ополченцы проверяли их на блокпостах и немедленно убивали тутси. Погибли и многие хуту, заподозренные в симпатиях к умеренной оппозиции и в журналистской деятельности или просто потому, что были «похожи на тутси»: хуту считали, что тутси можно определить по чёрным дёснам и языку, ладоням, якобы отсутствующей таранной кости и плоской икроножной мышце, «надменным» речи и взгляду, прямому носу, походке и высокому росту.
РПФ медленно, но верно занимал территории на севере и востоке Руанды, и геноцид на захваченных землях прекратился. В апреле под контроль отрядов Кагаме перешли четыре провинции, в том числе столичная. В том же месяце убийства пошли на спад в оплоте окружения Хабьяриманы — на западе провинции Рухенгери и в Гисеньи, где практически не осталось тутси. Опасаясь возмездия, многие хуту спасались от наступления РПФ — так, за несколько дней в конце апреля около 500 000 человек бежали в Танзанию, где разместились в лагерях беженцев под эгидой ООН, находившихся под контролем свергнутых радикалов.
В мае—июне геноцид на ещё не занятой РПФ территории государства продолжился, однако приобрёл спорадический и скрытый характер: большинство тутси уже было уничтожено, а временное правительство стремилось сдержать нараставшую анархию и поднять население на борьбу с отрядами Кагаме. 23 июня в рамках гуманитарной операции «Бирюза» в рамках мандата ООН около 2500 французских солдат были переброшены из Заира на юго-запад Руанды, заняв треугольник Чьянгугу—Кибуе—Гиконгоро, что составило примерно пятую часть всей территории страны. По оценке RFI, благодаря действиям французов было спасено около 15 000 человек, по другому мнению, они не достигли заметных успехов. Власти демонстративно приветствовали французскую интервенцию и вывешивали на транспорте французские флаги, однако продолжили убивать тутси, покинувших убежища в поисках защиты. К концу гражданской войны многие руандийцы укрепились в мнении, что истинной целью французов была защита хуту, в том числе участников геноцида, от РПФ. Интервенты относились к нему враждебно, а их присутствие временно замедлило наступление армии Кагаме. В июле всё государство, за исключением оккупированной французами зоны, перешло в руки Фронта — 4 июля пала Кигали, 18 июля сдались провинция Гисеньи и северо-восток страны, и массовые убийства прекратились. Хуту продолжали массово покидать страну через границу с Заиром. Среди них были Багосора и другие члены бывшего руандийского руководства.

### Планирование и организация

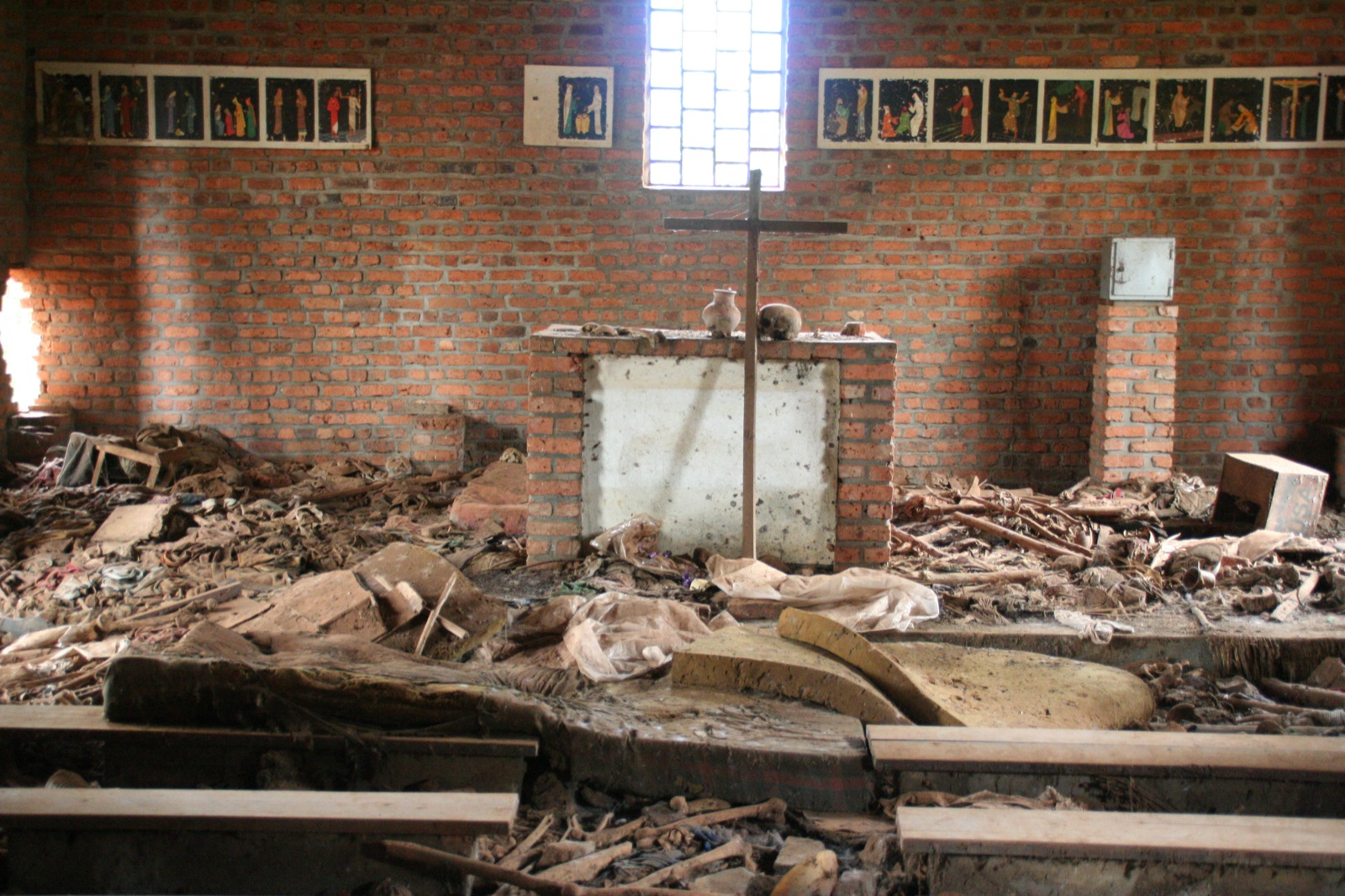
Руины церкви Нтарама, где прятались более 5000 человек. В них бросали гранаты, стреляли из винтовок, жертв рубили мачете или сжигали заживо

Кризисный комитет во главе с Багосорой захватил власть в Руанде после гибели президента и был главным органом, координировавшим геноцид. Полковник сразу же начал отдавать приказы об убийстве тутси, лично обращаясь к отрядам интерахамве в столице и передавая указания лидерам экстремистов в провинциях. К числу организаторов массовых убийств принадлежали также министр обороны Огюстен Бизимана, командующие десантными войсками и президентской гвардией. Бизнесмен Фелисьен Кабуга спонсировал «Свободное радио и телевидение тысячи холмов» и интерахамве. В Кигали геноцид осуществлялся подразделениями президентской гвардии с помощью интерахамве и импузамугамби. Помимо убийств на КПП, боевики прочёсывали дома в поисках тутси и расхищали их имущество. Губернатор Кигали осуществлял непосредственное руководство убийствами, инспектируя блокпосты, распространял приказы и увольнял «недостаточно активных» сотрудников. Сельские администрации в большинстве случаев подчинялись указаниям вышестоящих. Приказы из столицы поступали губернаторам, те отдавали указания главам округов, а они, в свою очередь, своим подчинённым. Большая часть убийств в провинции совершалась по приказу властей. Помимо традиционной покорности им и воздействия пропаганды, свою роль сыграл и фактор принуждения — отказавшихся участвовать в геноциде зачастую объявляли сочувствующими тутси, вынуждая совершать самоубийство.
8 апреля кризисный комитет согласно конституции 1991 года, а не в соответствии с Арушскими соглашениями, назначил временное правительство во главе с Жаном Камбандой. Исполняющим обязанности президента стал Теодор Синдикубвабо. В новый кабинет вошли представители всех политических партий, однако большинство составили представители экстремистских фракций. 9 апреля он приступил к работе, однако из-за столкновений между РПФ и вооружёнными силами в Кигали сразу же переехал в Гитараму. Несмотря на то что комитет был распущен, Багосора и военное руководство продолжили де-факто управлять государством. Гражданские власти приняли участие в мобилизации населения на борьбу с тутси и создали видимость легитимности режима, однако целиком и полностью управлялись военными и не могли сдержать ни армию, ни интерахамве. По воспоминаниям Даллера, члены правительства, за исключением премьер-министра и министра информации, практически ничем не занимались.

### Способы убийства

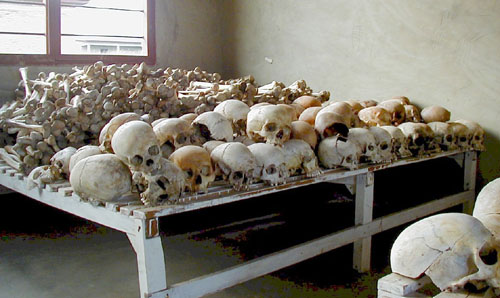
Черепа в профучилище в Мурамби

Большинство жертв погибло в населённых пунктах, где они проживали, зачастую от рук соседей и местных жителей. Ополченцы чаще всего орудовали национальными мачете-панга, некоторые армейские подразделения пользовались винтовками. Банды хуту искали тутси по школам и церквям, где те прятались, и уничтожали их. Местные власти и радиостанции призывали граждан убивать соседей. С теми, кто отказывался, расправлялись на месте. Когда 12 апреля более 1500 тутси укрылись в католической церкви в городе Ньянга, местные члены интерахамве, заручившись поддержкой администрации, разрушили здание бульдозерами и добили тех, кто пытался уйти, мачете и винтовками. Священник Атоназ Серомба, помогавший сносить церковь, за участие в геноциде и преступлениях против человечности был приговорён Международным трибуналом по Руанде к пожизненному заключению. Тысячи людей искали защиты в столичном техникуме, где были размещены бельгийские миротворцы, однако с их уходом 11 апреля все тутси в здании были убиты армейскими отрядами и боевиками.

### Половое насилие
Массовые изнасилования должны были, по замыслу организаторов резни, окончательно разделить общество. Пропаганда сыграла важную роль в увеличении числа половых преступлений, изображая женщин-тутси «сексуально притягательной „пятой колонной“ в союзе с врагами хуту». Насилие происходило с исключительной жестокостью, в нём участвовали и женщины-хуту — пропаганда эффективно эксплуатировала половые нужды населения. Нападению со стороны радикалов-хуту подверглись большинство женщин-тутси, однако среди их жертв были многие умеренные женщины-хуту и хуту, вышедшие замуж за тутси либо прятавшие их. В отчёте ООН от 1996 года говорится о систематическом характере изнасилований и об их использовании в качестве оружия — организаторы геноцида заставляли гражданских присутствовать при их совершении. По свидетельству одной из пострадавших, её насиловали 5 раз в день на глазах местных жителей, высших военных чинов и мужчин-хуту. Даже когда её стерегла женщина-хуту, она не сочувствовала пленнице, а заставляла её пахать поле в перерывах между актами насилия.
Многие пережившие изнасилования заразились ВИЧ от носителей, которых привлекли боевики, выпустившие сотни больных СПИДом из больниц и сформировавшие из них отряды. Женщины-тутси подвергались насилию и с целью лишить их репродуктивных способностей: случалось, что после изнасилования половым органам наносились увечья мачете, ножами, заострёнными палками, в них вливали горячую воду или кислоту. Изредка жертвами изнасилований становились мужчины, иногда им отрезали гениталии, после чего те публично демонстрировались в качестве трофея.

### Число жертв
Из-за хаоса в стране оценки числа жертв геноцида разнятся. Власти не занимались подсчётом убитых. Правительство РПФ называло цифру в 1 071 000 погибших, 10 % из которых принадлежали к хуту. Журналист Филип Гуревич соглашается с числом в миллион жертв. ООН полагает, что массовые убийства унесли жизни примерно 800 000 человек, Human Rights Watch — по меньшей мере 500 000, по другой оценке, было убито около 750 000 человек.

### Сопротивление геноциду
Среди тех, кто пытался спасти тутси, были генерал Даллер, благодаря которому остались в живых около 32 000 человек, Пол Русесабагина, предоставивший убежище более чем тысяче человек, и офицер миротворческого контингента Мбайе Диань, помогший сотням людей.

## Наступление РПФ

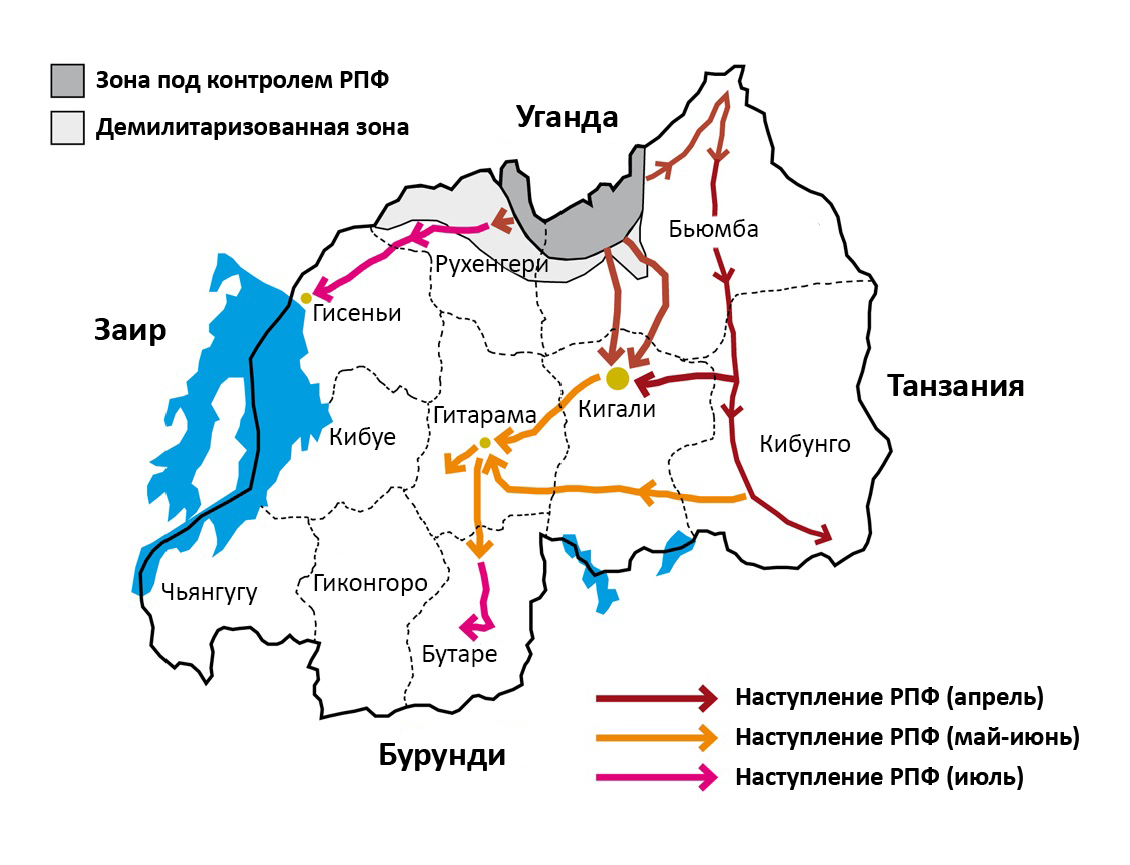
Карта войсковых операций РПФ

7 апреля лидер Руандийского патриотического фронта Поль Кагаме предупредил кризисный комитет и МООНПР, что не будет соблюдать перемирие, если геноцид не прекратится. На следующий день правительственные войска с нескольких направлений атаковали здание парламента, однако размещённые внутри бойцы тутси отбили нападение. РПФ начал наступление с севера государства по трём фронтам, стремясь быстро соединиться с окружёнными в Кигали отрядами. Кагаме отказался вести переговоры со временным правительством, так как считал его прикрытием для Багосоры и не думал, что кабинет намеревается остановить массовые убийства. В следующие несколько дней войска Фронта неуклонно продвигались на юг, захватив город Габиро и значительные территории в сельской местности к северу и востоку от столицы. Они избегали атаковать Кигали и Бьюмбу, вместо этого стремясь окружить их и отрезать от путей снабжения. Беженцам из Уганды было позволено разместиться в зонах под властью армии Кагаме за линией фронта.
В апреле миссия ООН несколько раз предлагала сторонам конфликта заключить соглашение о прекращении огня, однако Кагаме продолжал настаивать на невозможности мира, пока продолжаются массовые убийства. В конце апреля под контролем тутси оказалась вся граница с Танзанией, и они начали наступать из Кибунго на запад по направлению к югу от столицы. Войска РПФ практически не встречали сопротивления, за исключением боёв в Кигали и Рухенгери. К 16 мая им удалось перерезать дорогу, соединяющую столицу и город Гитарама, где заседало временное правительство. 13 июня после неудачной контратаки правительственных войск город пал, и кабинет эвакуировался в Гисеньи на северо-западе Руанды. Отряды РПФ постоянно пополнялись за счёт выживших в геноциде тутси и беженцев из Бурунди, но новобранцы были гораздо хуже обучены и дисциплинированы, чем старослужащие.
Полностью окружив столицу, вторую половину июня отряды Фронта сражались за неё. Правительственные войска имели преимущество в численности и вооружениях, однако отряды тутси неуклонно захватывали всё больше и больше территории, из-за чего боевой дух противника начал падать, а также предпринимали вылазки за линию фронта для спасения гражданских — этим Кагаме доказывал, что власти заняты массовыми убийствами, а не обороной города. 4 июля Кигали капитулировала, 18 июля сдались Гисеньи и оставшиеся зоны под контролем хуту на северо-западе государства. Геноцид прекратился.

## Международное вмешательство

### МООНПР

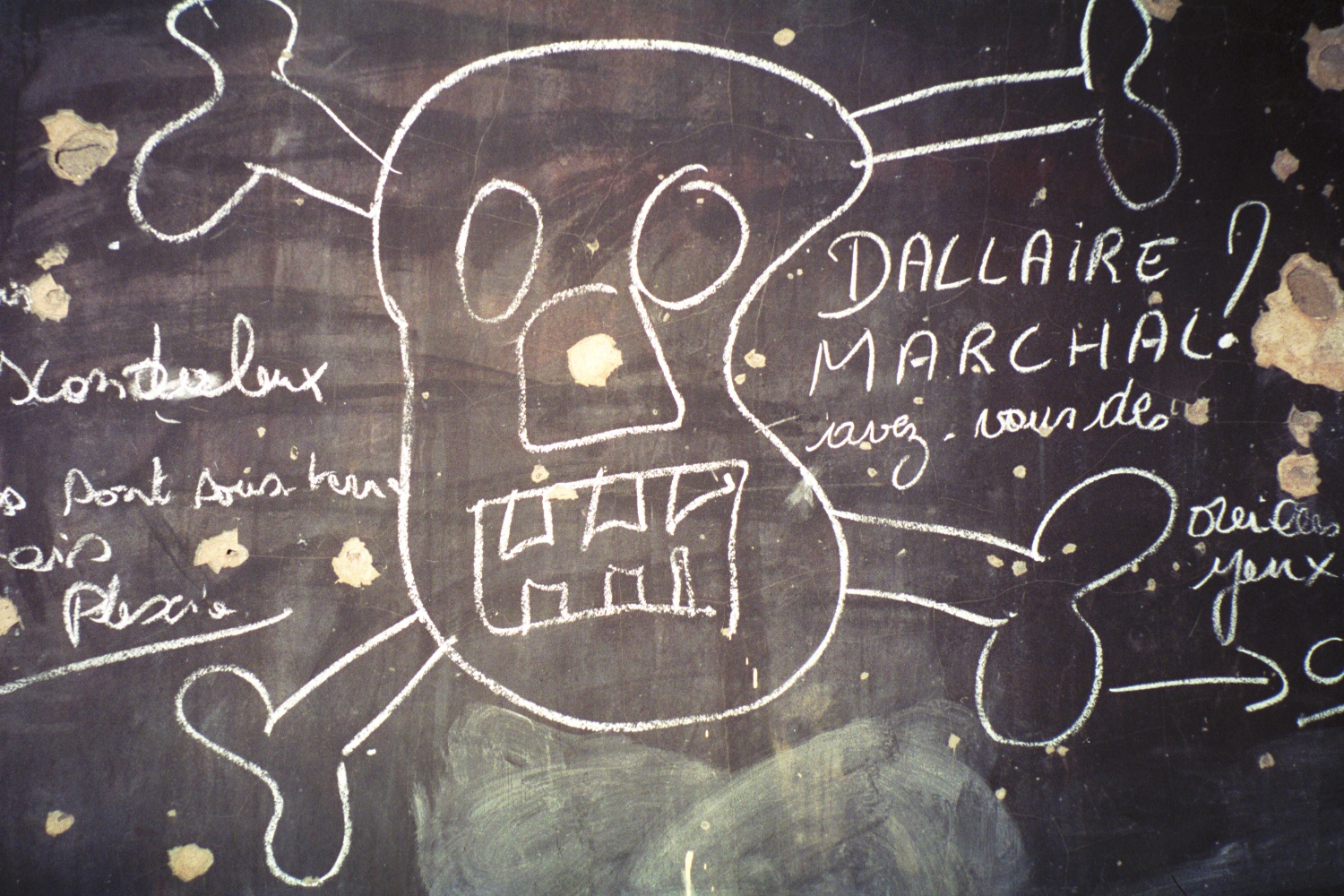
Доска в одной из школ Кигали. Видны фамилии генерала Даллера и командира сектора Кигали миссии ООН полковника Маршаля

С момента начала миссии в октябре 1993 года её командующему генерал-майору Даллеру было известно о существовании движения «Власть хуту» и планов по уничтожению тутси. Его запрос на рейд по поиску тайников с оружием был отклонён Департаментом операций по поддержанию мира. Миротворцам мешали президент Хабьяримана и сторонники жёсткой линии, и к апрелю 1994 года Совет безопасности ООН угрожал отозвать мандат МООНПР в случае, если она не добьётся улучшения. После гибели главы государства и начала геноцида генерал пытался уговорить кризисный комитет и РПФ заключить мир и предотвратить возобновление гражданской войны, но безуспешно. Согласно главе VI устава ООН, военнослужащим миссии запрещалось вмешиваться в происходящее с оружием, кроме того, большая часть её руандийских сотрудников была убита в первые дни геноцида, значительно обескровив МООНПР. Таким образом, миротворцам по большей части осталось лишь наблюдать за происходящим. Позже Даллер назвал миссию ООН провальной. Самым значимым её достижением стало предоставление убежища тысячам тутси и умеренных хуту в своём штабе на стадионе Амахоро в Кигали и в других местах, находившихся под защитой миротворцев, и помощь в эвакуации иностранных граждан. 12 апреля Бельгия, чьи солдаты составляли значительную часть контингента, после гибели десяти бойцов, защищавших премьер-министра Агату Увилингийиману, объявила о выводе собственных войск, что ещё больше снизило эффективность миссии. По предложению генерального секретаря ООН численность контингента была сокращена: если на 20 апреля в его состав входило 1705 человек, то к 13 мая — уже 444. В середине мая ООН наконец признала вероятность актов геноцида и приказала направить в страну подкрепление, получившее название МООНПР-2. Первые его бойцы прибыли в Руанду лишь в июле, но функции новой миссии были ограничены охраной и поддержанием стабильности. В 1996 году она была свёрнута.

### Франция

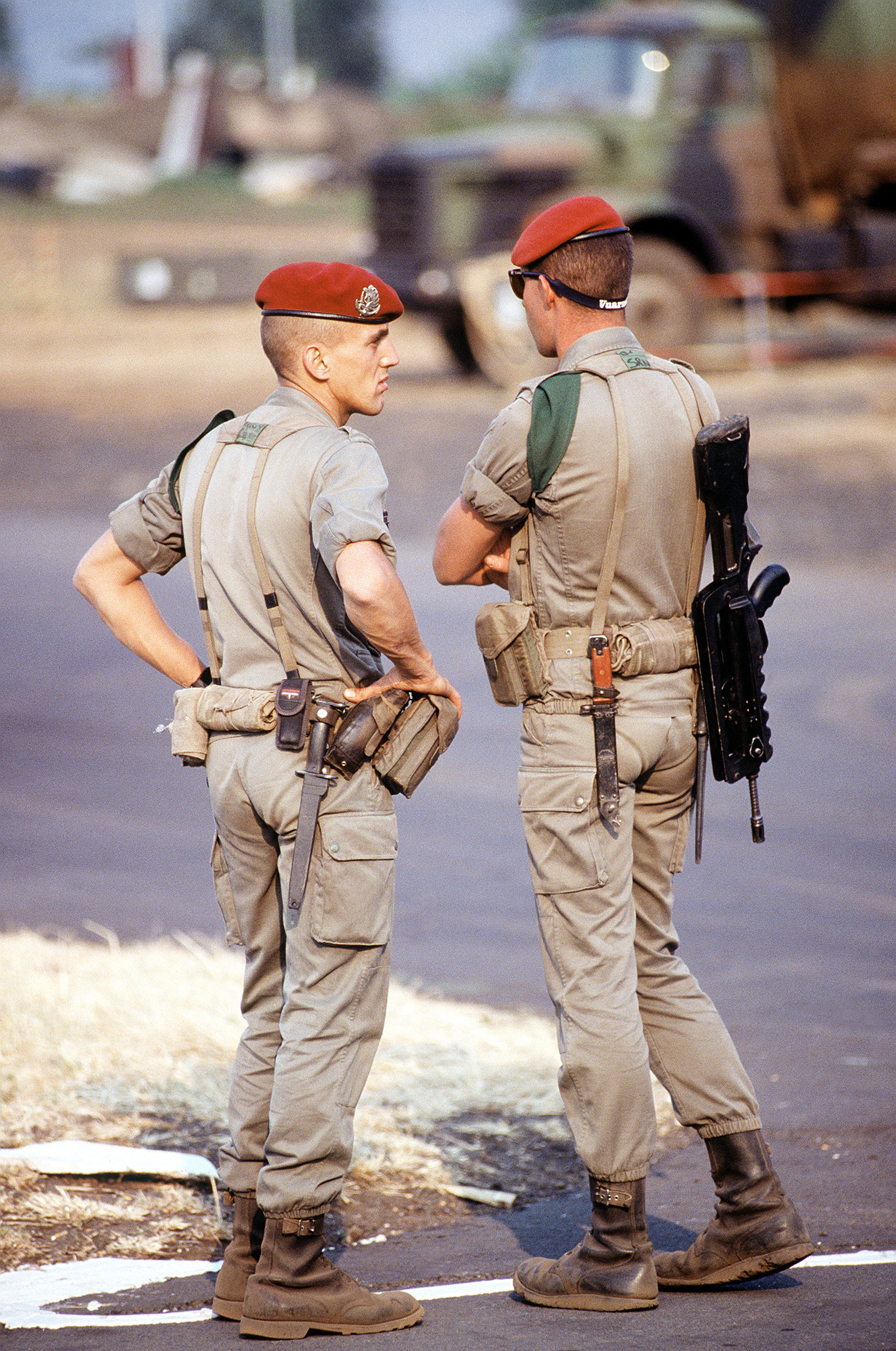
Французские бойцы охраняют аэропорт, август 1994 года

Во время правления Хабьяриманы Франция в рамках политики Франсафрики установила с ним очень тесные отношения и помогала его режиму во время гражданской войны, в частности поставляла оружие правительственным войскам и тренировала их. Французы видели в РПФ и Уганде проводников британского влияния. 9 апреля тысяча тяжеловооружённых и хорошо обученных солдат из европейских стран высадилась в Руанде с целью эвакуации гражданского персонала, после чего войска покинули страну. Освещение СМИ ситуации там началось в тот же день с публикации Washington Post об убийствах сотрудников благотворительных организаций на глазах их коллег-эмигрантов. В рамках операции «Амариллис» французские войска при помощи миротворцев и бельгийцев эвакуировали экспатриантов. Тутси было запрещено последовать за ними, нарушителей высаживали из грузовиков на блокпостах. Французы не позволили выехать из страны тутси, находящимся в смешанном браке, однако спасли несколько высокопоставленных членов правительства Хабьяриманы и его вдову Агату.
23 июня в рамках гуманитарной операции «Бирюза» в рамках мандата ООН около 2500 французских солдат были переброшены из Заира на юго-запад Руанды, заняв треугольник Чьянгугу—Кибуе—Гиконгоро, что составило примерно пятую часть всей территории страны. По оценке RFI, благодаря действиям французов было спасено около 15 000 человек, по другому мнению, они не достигли заметных успехов. Власти демонстративно приветствовали французскую интервенцию и вывешивали на транспорте французские флаги, однако продолжили убивать тутси, покинувших убежища в поисках защиты. К концу гражданской войны многие руандийцы укрепились в мнении, что истинной целью французов была защита хуту, в том числе участников геноцида, от РПФ. Интервенты относились к нему враждебно, при этом всячески способствуя организаторам геноцида и их последующей эвакуации в Заир. Бои с французским корпусом временно замедлили наступление армии Кагаме.
Вмешательство Франции в конфликт стало предметом нескольких официальных расследований. Французская парламентская комиссия в 1998 году пришла к выводу об «ошибочности суждений» властей, в том числе относительно целесообразности военного присутствия, однако не обвинила их прямо в ответственности за геноцид. В 2008 году правительство Руанды обвинило Францию в том, что она знала о его подготовке и помогала тренировать ополчение хуту.

### Другие государства

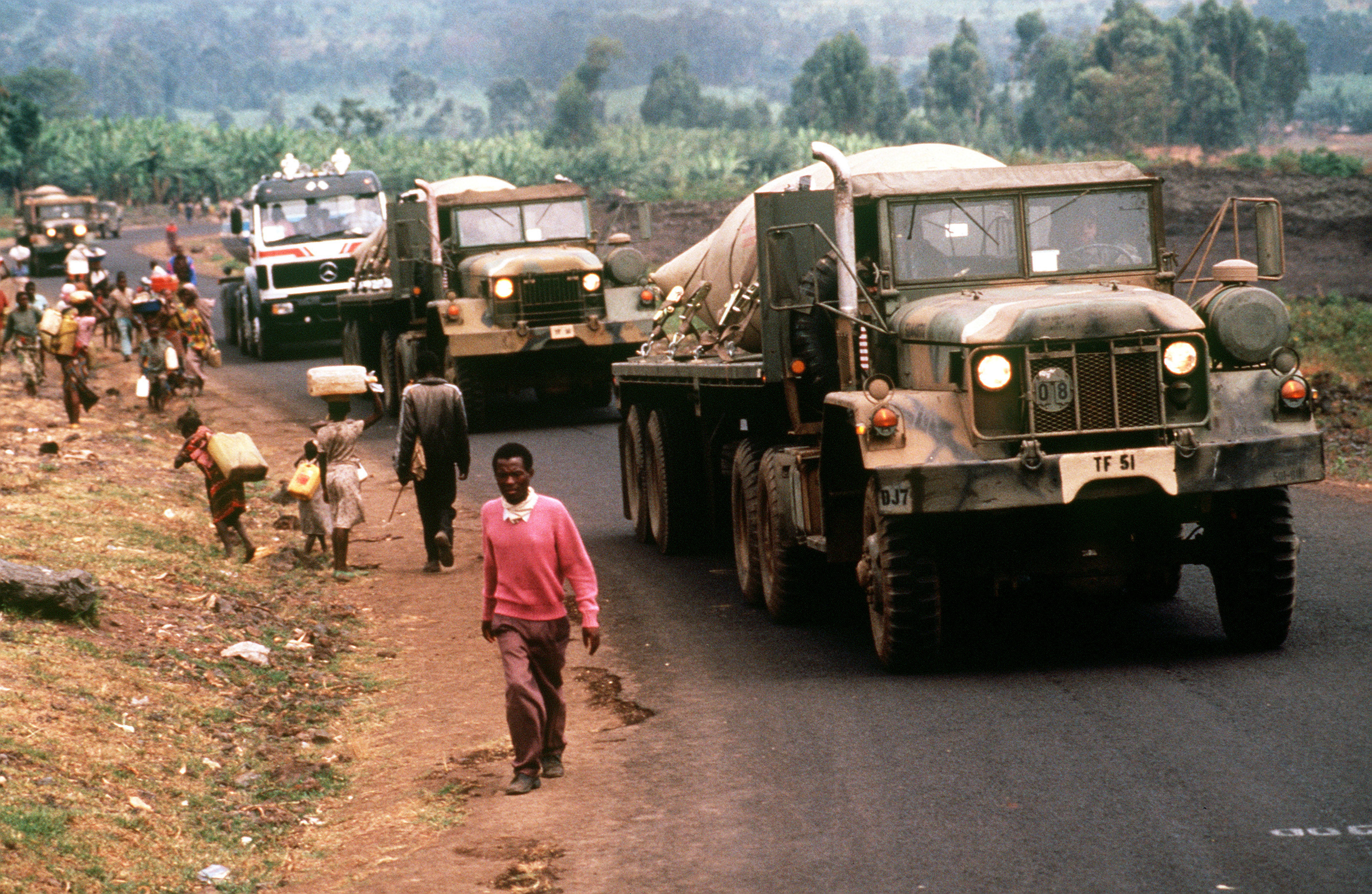
Автомобили вооружённых сил США подвозят свежую воду в лагерь беженцев в Заире, август 1994 года

Мировое сообщество, отвлечённое войной в Боснии, не смогло своевременно оценить масштабы трагедии и отреагировало с запозданием. Президенту США Биллу Клинтону и его кабинету было известно о планах полного уничтожения тутси ещё до того, как геноцид достиг пика. Страх повторения событий 1993 года в Сомали определил американское неучастие в дальнейших конфликтах, в том числе и в Руанде. Позже Клинтон расценил невмешательство США в геноцид как один из главных провалов внешней политики государства в его правление, заявив, что американцам вряд ли удалось бы остановить насилие, но они могли снизить его масштабы, и сказал, что сожалеет об этом. Подавляющее большинство дискуссий в Вашингтоне о ситуации в Руанде касались эвакуации граждан Соединённых Штатов.
Во время геноцида Израиль поставлял в страну оружие, однако в 2016 году Верховный суд постановил не разглашать информацию об этом.
Римско-католическая церковь признаёт факт совершения массовых убийств, однако заявляет, что их организаторы действовали без разрешения духовенства. В своём отчёте от 1999 года Human Rights Watch обвинила Ватикан в том, что он не осудил геноцид. Некоторые служители церкви предстали перед Международным трибуналом по Руанде по обвинению в участии в насилии. С другой стороны, многие священники отдали жизни, защищая тутси.

## Последствия

### Миграционный кризис и конголезские войны
Опасаясь возмездия со стороны РПФ, примерно два миллиона хуту бежали из страны в соседние государства, в основном в Заир. В местных лагерях недоставало воды, необходимая инфраструктура практически отсутствовала. В июле 1994 года десятки тысяч людей там стали жертвами холеры и других инфекционных заболеваний. Лагеря были развёрнуты Управлением Верховного комиссара ООН по делам беженцев, однако де-факто контроль над ними был в руках бывших членов правительства и армейских чинов, среди которых было множество организаторов геноцида, начавших вооружаться с целью вернуть власть на родине.
К концу 1996 года отряды хуту начали регулярно совершать вылазки на территорию Руанды, и Фронт вступил с ними в борьбу: он тренировал отряды тутси в заирской провинции Южное Киву, боровшиеся с правительственными войсками, и предоставлял подкрепления повстанцам. Вместе с ними и другими местными тутси армия Кагаме атаковала лагеря беженцев с целью разбить ополченцев-хуту. Сотни тысяч людей бежали оттуда: многие вернулись на родину, другие перебрались вглубь Заира. Столкновения на границе двух государств продолжались при поддержке хуту, составлявших большинство населения северо-западных провинций Руанды, однако к 1999 году пропагандистская кампания и набор их в вооружённые силы окончились привлечением местных хуту на сторону правительства, и боевики потерпели поражение.
Ещё одной целью Кагаме было свержение президента Заира Мобуту Сесе Секо, который оказывал поддержку радикалам среди беженцев и обвинялся в преследовании заирских тутси. Уганда и Руанда поддержали альянс из четырёх оппозиционных ему группировок во главе с Лораном-Дезире Кабилой, и тот начал первую конголезскую войну. Повстанцы быстро заняли Северное и Южное Киву, начали продвигаться на запад страны, практически не встречая сопротивления со стороны плохо организованных и деморализованных правительственных войск, и к маю 1997 года захватили всю территорию Заира. Мобуту покинул государство, которое затем было переименовано в Демократическую Республику Конго. В 1998 году Кагаме рассорился с новым режимом и поддержал восстание против Кабилы, вылившееся во вторую конголезскую войну, которая окончилась в 2003 году, унеся миллионы жизней и причинив значительный ущерб. В докладе ООН от 2010 года руандийские вооружённые силы обвинялись в широкомасштабных нарушениях прав человека и преступлениях против человечности, совершённых во время обеих войн, что правительство Руанды отрицало.

### Ситуация в Руанде

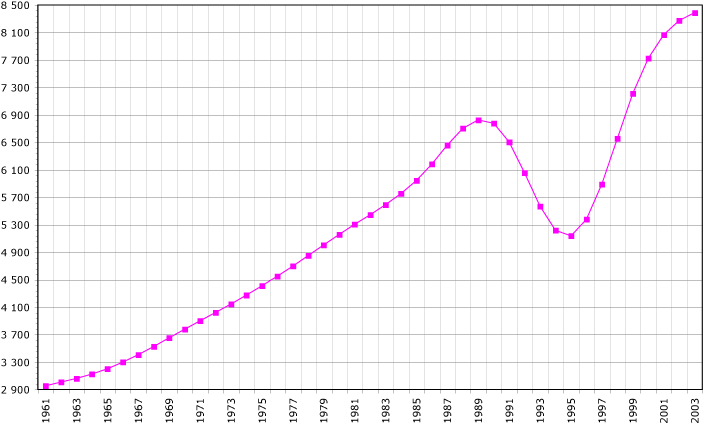
Население Руанды в 1961—2003 годах по данным ФАО

Во время геноцида инфраструктура и экономика страны понесли значительный ущерб: многие здания стали необитаемы, бывшие власти забрали с собой все транспортабельные активы. Истощились человеческие ресурсы: более 40 процентов населения погибли или бежали за границу. Многие жители Руанды потеряли родственников и получили психологические травмы. Среди долгосрочных эффектов изнасилований, совершённых за время конфликта, — социальная изоляция, инфекции, передающиеся половым путём, нежелательные беременности, которые некоторые женщины прерывали самостоятельно. Войска РПФ под командованием Кагаме наводили порядок, в то время как правительство делало упор на восстановление разрушенной страны.
Постепенно в Руанду начали возвращаться неправительственные организации, однако международное сообщество не оказало новому режиму заметной поддержки, а гуманитарная помощь шла в лагеря беженцев в Заире. Кагаме стремился ввести в кабинет хуту, приказал отменить графу «национальность» в документах и пытался уменьшить различия между хуту, тутси и тва. На протяжении гражданской войны и в особенности её последних месяцев Фронт уничтожал тех, кого обвинил в участии в геноциде или его поддержке: местные солдаты-тутси мстили хуту за смерть близких и друзей. Существуют различные мнения относительно масштабов «возмездия» и ответственности за него. Human Rights Watch и Прюнье считают, что число жертв послевоенного насилия могло достигать 100 000 человек, оно не вызвало сопротивления со стороны руководства РПФ или же и вовсе было организовано им. Позже в интервью Кагаме признал факт совершения убийств, однако переложил ответственность за них на отдельных солдат и заявил, что насилие было невозможно контролировать. Внимание международной общественности к ситуации привлекла резня в лагере для перемещённых лиц близ города Кибехо, унёсшая, по оценке австралийских военнослужащих МООНПР, по меньшей мере 4000 жизней. По официальным данным, число убитых в лагере составило 338 человек.

## Уголовное преследование
По обвинению в участии в массовых убийствах и преступлениях против человечности в Руанде было арестовано более 120 000 человек. 30 августа 1996 года был опубликован закон, определяющий характер судебного преследования этих правонарушений, совершённых с 1 октября 1990 года, и в декабре 1996 года начались первые процессы. Систематическое уничтожение правовой системы на протяжении геноцида и гражданской войны стало значительным препятствием на пути правосудия. Правительственные учреждения, в том числе суды, были ликвидированы, многие их работники, судьи и прокуроры убиты: так, из 750 судей в стране осталось 244, остальные погибли или покинули Руанду. К 1997 году на всю страну приходилось лишь 50 адвокатов. Из-за этого процессы проходили очень медленно, и концу 2000 года были рассмотрены лишь 3343 дела. К смертной казни было приговорено 20 % обвиняемых, к пожизненному заключению — 32 %, ещё 20 % обвиняемых было оправдано. Было подсчитано, что суды над виновными, не считая тех, кто находился на свободе, займут более 200 лет.
В 2001 году был принят закон, предусматривающий введение коллективных судов Гачача (руанда gacaca) на всех административных уровнях, что преследовало цель снизить нагрузку на обычные суды и помочь в организации процессов над теми, кто находился в заключении. 18 июня 2002 года суды Гачача приступили к работе. За годы её они претерпели серию изменений и до своего закрытия в 2012 году успели рассмотреть более одного миллиона дел.
18 июня 2012 года суды Гачача были закрыты. За время существования их неоднократно подвергали критике. Судьи выбирались народом, после чего проходили обучение, однако достаточность его для решения сложных юридических вопросов и ведения комплексного делопроизводства ставилась под сомнение. Многим судьям пришлось уйти в отставку после обвинений в участии в геноциде. Недоставало адвокатов, подсудимым запрещалось обжаловать приговор в обычных судах. Большинство процессов носили открытый характер, некоторые свидетели жаловались на запугивание. Перед судами Гачача не предстали подозреваемые в массовых убийствах хуту со стороны РПФ, который, по мнению некоторых, контролировал эти органы.

### Международный трибунал по Руанде
Для преследования всех высокопоставленных лиц Руанды, 8 ноября 1994 Совет Безопасности ООН учредил Международный трибунал по Руанде, в его юрисдикции находились процессы над «лицами, ответственными за серьёзные нарушения гуманитарного права».
По мнению Криса Майна Питера (танзанийский адвокат, осуществлявший защиту для малоимущих обвиняемых трибунала), МТР фактически был отделением Международного трибунала по бывшей Югославии: у обоих трибуналов были общие службы и общие отдельные сотрудники.
Трибунал прекратил свое существование 31 декабря 2015, его полномочия были переданы в Международный остаточный механизм для уголовных трибуналов.

## Отрицание геноцида
В октябре 2014 года на телеканале BBC Two вышел документальный фильм о геноциде, в котором выдвигалось предположение о причастности Кагаме к катастрофе самолёта Хабьяриманы и цитировалось мнение американских исследователей о том, что большинство жертв массовых убийств составляли не тутси, а хуту, погибшие от рук РПФ, что вызвало осуждение академического сообщества, запрет вещания BBC на киньяруанда в самой Руанде и официальное расследование с её стороны. В ноябре того же года бывший руандийский военнослужащий, готовившийся дать показания трибуналу в Аруше о том, что лидер Фронта отдал приказ сбить воздушное судно президента, был похищен в Найроби.
Отрицание массовых убийств — уголовное преступление в Руанде. Сотни граждан Руанды были осуждены за следование «идеологии геноцида», «ревизионизм» и по другим статьям, якобы связанным с массовыми убийствами. Из 489 человек, представших перед судом по обвинению в «ревизионизме геноцида и других связанных преступлениях», пятеро были приговорены к пожизненному заключению, ещё пятеро получили 20-летний срок, 211 — 5—10 лет тюрьмы, 169 — меньше пяти лет. Amnesty International подвергла критике власти страны за использование этого законодательства в целях криминализации оппозиционных взглядов.

## В культуре
Геноцид в Руанде отражён в фильмах «Отель „Руанда“», «Отстреливая собак», «День, когда Бог нас покинул», «Воскресенье в Кигали», «Однажды в апреле», «День освобождения», «Рукопожатие с дьяволом» (по мотивам одноимённой книги Ромео Даллера), «Деревья мира», «Зло», «Восход чёрной земли», «Прекрасно Разбитые», «Маленькая страна».
Более подробный список фильмов о Геноциде в Руанде можно посмотреть в статье «Список фильмов о Геноциде в Руанде».